# Eccrita cervina
Eccrita cervina là một loài bướm đêm trong họ Erebidae.